# René Cogny
René Jules Lucien Cogny (25.4.1904, Saint-Valery-en-Caux – 11.9.1968, Địa Trung Hải), thường được gọi là Cô-nhi, là một thiếu tướng người Pháp, một cựu chiến binh thời Chiến tranh thế giới thứ hai và trong phong trào kháng chiến Pháp, đồng thời cũng là người sống sót trải qua các Trại tập trung Buchenwald và Trại tập trung Mauthausen-Gusen. 
Ông là người chỉ huy lực lượng Pháp tại Bắc Kỳ (miền bắc Việt Nam) trong thời chiến tranh Đông Dương, và nhất là trong Trận Điện Biên Phủ. Cuộc xung đột cá nhân và pháp lý với viên tướng cấp trên Henri Navarre trở thành một vụ tranh cãi công khai. Ông được cấp dưới đặt cho biệt danh là Le General Vitesse (viên tướng tốc độ), và nổi tiếng về sự phô trương quân sự, sự tự nhiên và khéo léo đối với giới báo chí.
Cogny bị tử nạn khi chuyến bay 1611 của hãng Air France bị rơi tại Địa Trung Hải gần Nice ngày 11.9.1968.

## Tiểu sử

### Thời niên thiếu
Réne Cogny sinh tại Saint-Valery-en-Caux, Normandie ngày 25.4.1904, là con của một viên trung sĩ cảnh sát. Sau khi đỗ Tú tài, Cogny được trao học bổng của trường Bách khoa Paris, nơi ông tốt nghiệp bằng kỹ sư cùng một bằng thạc sĩ Học viện Khoa học Chính trị Pháp, và bằng tiến sĩ luật. Sau đó, Cogny nhập ngũ tốt nghiệp trường pháo binh Fontainebleau năm 1929, và sau này trở thành chỉ huy một pháo đội khi Chiến tranh thế giới thứ hai nổ ra. Ông đã được tưởng thưởng Croix de guerre (chiến công bội tinh) từ những công trạng đầu tiên.

### Chiến tranh thế giới thứ hai
Tháng 6/1940, Cogny là một trong số 780 000 chiến sĩ bị quân đội Đức Quốc xã bắt làm tù binh khi tuyến phòng thủ Maginot bị phá vỡ. Một năm sau (tháng 5/1941), ông trốn thoát khỏi Trại tập trung bằng cách trần truồng bò qua cống thoát nước cùng với 3 đồng đội. Sau đó, Cogny trốn về Pháp dưới thời chính phủ Vichy qua ngả bang Bayern sau khi có cuộc "Đình chiến Compiègne" để gia nhập lực lượng Kháng chiến Pháp. Năm 1943, khi đang mang cấp bập thiếu tá, Cogny lại bị Gestapo bắt và tra tấn trong 6 tháng ở ngục Frennes, rồi lần lượt được gửi tới các trại tập trung Buchenwald và trại tập trung Mauthausen-Gusen. Tháng 4 năm 1945, Cogny được giải phóng trong tình trạng sức khỏe tồi tệ. Mặc dù được hồi phục từ một "bộ xương biết đi", nhưng từ đó ông bị tật và phải dùng chống gậy suốt quãng đời còn lại.
Cogny được thăng cấp chuẩn tướng năm 1946 (général de brigade).
Từ năm 1946 tới 1947, mặc dù là một sĩ quan pháo binh, Cogny đã chỉ huy một sư đoàn Bộ binh gần Paris, rồi được bổ nhiệm làm thư ký điều hành cho Bộ trưởng Bộ Quân đội Pháp, rồi vào bộ tham mưu của tướng Jean de Lattre de Tassigny.

## Chiến tranh Đông Dương
Tháng 12 năm 1950, Thống chế Jean de Lattre de Tassigny được bổ nhiệm làm Cao ủy Đông Dương. Cogny cùng với Thiếu tướng Raoul Salan cũng theo De Lattre de Tassigny sang Việt Nam. Tháng 1 năm 1952, Trung tướng Salan thay vị thống chế quá cố De Lattre de Tassigny, làm Tổng chỉ huy Quân đội viễn chinh Pháp ở Đông Dương và giao cho Cogny chỉ huy một sư đoàn bộ binh và đoàn quân lưu động ở vùng châu thổ sông Hồng.
Tháng 5 năm 1953, Trung tướng Henri Navarre sang Đông Dương thay tướng Salan, bổ nhiệm Cogny thay Trung tướng De Linarès nắm quyền chỉ huy quân đội viễn chinh Pháp ở Bắc Kỳ và được thăng cấp Thiếu tướng (général de division), trở thành Thiếu tướng Pháp trẻ nhất vào thời điểm đó..

### Điện Biên Phủ
Theo Phillip Davidson, thì chính Cogny đã đề xuất với Navarre dùng Điện Biên Phủ làm một "điểm tựa". Tuy nhiên Jules Roy không đồng ý với Davidson, cho rằng: Điện Biên Phủ là nơi Cogny hình dung như một căn cứ lưu động cho các cuộc hành quân, nhưng Navarre lại coi đó là một pháo đài nặng về phòng thủ. Cogny là một trong số nhiều sĩ quan đã phản đối chiến lược mới này, ông nói rằng: "chúng ta đang liều lĩnh ở một trận Nà Sản mới trong những điều kiện tồi tệ hơn". Tuy nhiên, những lời phản đối này đã không hiệu quả. Dù đang ở Hà Nội khi trận Điện Biên Phủ diễn ra, nhưng khi nhìn thấy trận chiến bất lợi cho Pháp, Cogny đã tìm cách tới pháo đài bị bao vây này để nắm quyền chỉ huy; nhưng máy bay chở ông đã không thể hạ cánh vì bị lực lượng súng cao xạ phòng không của Quân đội nhân dân Việt Nam tấn công ngày 17/3/1954. Ông đã định nhảy dù xuống, nhưng người ta đã khuyên ông không nên làm việc này vì quá nguy hiểm.
Trong suốt cuộc chiến, Cogny xảy ra mâu thuẫn với cấp trên Navarre về việc bố trí các lực lượng giữa Điện Biên Phủ với khu đồng bằng Bắc bộ do Cogny cai quản, và cuộc hành quân 'Atlanta' của Navarre. Cuối cùng, tướng Navarre viết một lá thư khiển trách Cogny ngày 29/3/1954, và ông này ngay lập tức thông báo cho cấp trên rằng ông không muốn phục vụ dưới sự chỉ huy của ông ta nữa. Thời gian ra đi của ông không được bàn tới vào lúc đó, và Cogny tiếp tục phục vụ dưới quyền chỉ huy của Navarre, nhưng quan hệ giữa hai người xấu đi đáng kể. Cogny tiếp tục tìm cách từ chối gửi quân tăng viện cho Điện Biên Phủ hoặc các nỗ lực cứu viện liên quan vì ông cho rằng việc đó sẽ làm suy giảm sức mạnh của mình ở vùng đồng bằng Bắc Bộ. Ngày 2/5/1954, Navarre đã đi xa hơn bằng cách đe dọa điều tra Cogny về tội "chủ bại" trong một thông cáo báo chí.
Khi tập đoàn cứ điểm Điện Biên Phủ sắp thất thủ, chính Cogny đã nhận những lời kêu gọi qua radio từ người chỉ huy ở đây, Chuẩn tướng Christian de Castries.

De Castries nói: "Quân Việt ở khắp nơi. Tình hình rất nguy kịch. Trận chiến ở thế cài răng lược khắp nơi. Tôi cảm thấy sắp kết thúc, nhưng chúng tôi sẽ chiến đấu tới cùng."

Cogny: "Vâng, tôi hiểu. Các anh sẽ chiến đấu tới cùng. Không có chuyện các anh sẽ giương cờ trắng, sau sự chống cự anh hùng của các anh".

Và:

De Castries: "Tôi sẽ cho nổ tung các cơ sở. Các kho đạn dược đã phát nổ rồi. Tạm biệt".

Cogny: "Vâng, rồi, tạm biệt, ông bạn già".

Đến đêm ngày 7 tháng 5 năm 1954, mọi vị trí trung tâm của Pháp ở Điện Biên Phủ đều bị Việt Minh chiếm và chính thức thất thủ.

### Chỉ huy ở châu Phi
Cogny được thăng cấp Trung tướng (général de corps d’armée) năm 1956.
Tháng Giêng năm 1957, một cuộc mưu sát nhắm vào tướng Raoul Salan ở Algérie được thi hành bởi một cựu binh sĩ nhảy dù người Pháp nhằm để cho tướng Cogny lên thay, song le năm 1963 Cogny đã trở thành người chỉ huy Lực lượng Pháp ở Trung Phi.

## Từ trần
Ngày 11.9.1968, chuyến bay 1611 của hãng Air France có chở tướng Cogny khi bay qua Địa Trung Hải đã bị rơi ở gần Nice. Cogny cùng với 94 người khác đã bị tử nạn. 

## Phong cách chỉ huy
Cogny được các sử gia coi là người chỉ huy có phong cách đặc biệt phô trương quân sự trong thời gian ở Việt Nam. Bernard Fall nhận xét rằng cần phải có "một loại hăng hái và quyết tâm đặc biệt" mới có thể hoàn thành vai trò của Cogny trong cuộc xung đột. Như một "Le General Vitesse" (viên tướng tốc độ), Cogny được cấp dưới gọi là 'Coco la Sirène' do việc ông sử dụng các người hộ tống cưỡi mô-tô với còi hụ. Đối với thuộc cấp, ông là vị chỉ huy được yêu thích, và đặc biệt ông thường đối xử với các nhà báo cách khéo léo, khá bình dân. Cogny tập trung sự quan tâm của mình vào vùng Đồng bằng Bắc bộ, nơi đội quân của ông chiếm đóng, ông tự gọi mình là "Người của vùng châu thổ". Ngày 7.6.1954, Cogny là chủ đề của một bài báo trên Time Magazine với nhan đề "Viên tướng vùng châu thổ" (Delta General). Mặc dù tính bình dân, Cogny được cho là quá "nhạy cảm với lời phê bình, chỉ trích" và có khuynh hướng "nghiền ngẫm những xúc phạm có thực hay tưởng tượng ra". Ông bị Roy chỉ trích là đã quá tập chú vào việc đổ lỗi cho Navarre về thất bại trong cuộc chiến Đông Dương thay vì tìm tòi một giải pháp cho cuộc chiến này.